# Little Elm (Texas)
Little Elm város az USA Texas államában, Denton megyében. Lakosainak száma 46 453 fő (2020. április 1.).

## Népesség
A település népességének változása:
| Lakosok száma | 25 898 | 29 562 | 46 453 |
|               | 2010   | 2013   | 2020   |